# Lilla Issjön
Lilla Issjön är en sjö i Härryda kommun i Västergötland och ingår i Kungsbackaåns huvudavrinningsområde. Sjön är 6,8 meter djup, har en yta på 0,034 kvadratkilometer och är belägen 121 meter över havet.